# Ryad Kenniche
Ryad Kamar Eddine Kenniche (Hussein Dey, 30 aprile 1993) è un ex calciatore algerino, di ruolo difensore.

## Carriera

### Club
Ha giocato nei campionati algerino, saudita e tunisino.

### Nazionale
È stato convocato per le Olimpiadi del 2016, dove ha disputato una partita.